# دهستان کاریان
دهستان کاریان، یکی از دهستان‌های بخش هرم شهرستان جویم در استان فارس ایران است. مرکز این دهستان، روستای کاریان است.

## جمعیت
بر پایه سرشماری عمومی نفوس و مسکن در سال ۱۳۹۵، جمعیت دهستان کاریان برابر با ۲٬۹۱۹ نفر بوده است.